# Beaufortia leveretti
Beaufortia leveretti е вид лъчеперка от семейство Balitoridae.

## Разпространение
Видът е разпространен във Виетнам и Китай (Гуандун, Хайнан и Юннан).

## Описание
На дължина достигат до 12 cm.